# Ahorn (Baden)
Ahorn (ⓘ) ist eine Gemeinde im Main-Tauber-Kreis im fränkisch geprägten Nordosten Baden-Württembergs.

## Geographie

### Geographische Lage
Ahorn liegt mit rund 400 m ü. NN Höhe auf einem der höchsten Punkte im Main-Tauber-Kreis im östlichen Bauland. Um Buch am Ahorn umfasst die Gemeinde im Norden einen Teil des Lettenkeupergebiets. Im Süden erstreckt sich die Gemarkung auf die vom Oberen Muschelkalk aufgebauten Kirnau-Seckach-Platten.
Im Ortsteil Buch am Ahorn entspringen die Erfa und die Umpfer. Auch die Quellen des Brehm- und Schüpfbachs liegen in der Nähe von Buch am Ahorn. Die übrigen Ortsteile liegen südlich der Wasserscheide Tauber-Jagst im Eubigheimerbachtal (Eubigheim, Hohenstadt), im Hasselbachtal (Schillingstadt) und im Berolzheimer Kästlein (Berolzheim). Dabei handelt es sich jeweils um unterschiedlich breite Muldentäler mit zum Teil unregelmäßiger Wasserführung, beispielsweise beim Eubesheimerbach.
In Ortsferne der Ortsteile haben sich größere zusammenhängende Waldflächen erhalten. Der Ortsteil Buch stellt hingegen eine Rodungsinsel im Ahornwald dar.

### Nachbargemeinden
Nachbargemeinden sind im Norden die Gemeinden Hardheim im Neckar-Odenwald-Kreis sowie Königheim und die Stadt Lauda-Königshofen, im Osten die Stadt Boxberg, im Süden die Stadt Ravenstein und im Westen die Gemeinde Rosenberg, letztere beide wieder im Neckar-Odenwald-Kreis.

### Gemeindegliederung

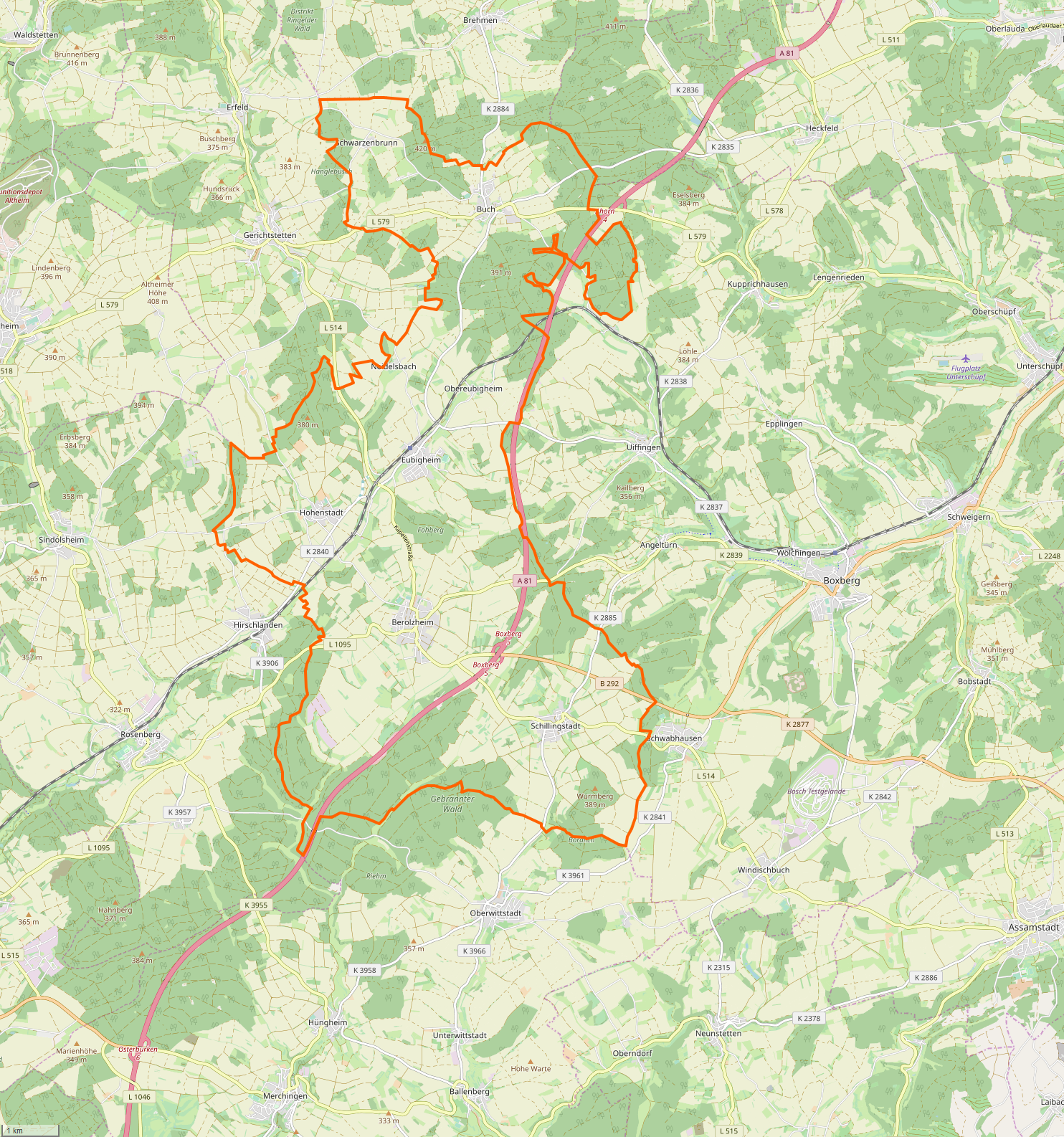
Gemarkung und Lage der Gemeinde Ahorn

Die Gemeinde Ahorn besteht aus den folgenden ehemals selbstständigen Gemeinden (in Klammern Einwohnerzahlen, Stand Februar 2020, und Fläche): Berolzheim (574; 12,91 km²), Buch am Ahorn (345; 10,77 km²), Eubigheim (735; 11,26 km²), Hohenstadt (162; 7,69 km²) und Schillingstadt (412; 11,33 km²):
- Zur ehemaligen Gemeinde Berolzheim gehört das Dorf Berolzheim (⊙).[5]
- Zur ehemaligen Gemeinde Buch am Ahorn gehören das Dorf Buch am Ahorn (⊙),[6] der Weiler Schwarzenbrunn (⊙),[7] der Wohnplatz Waschgrube (⊙)[8] sowie die abgegangenen Ortschaften Arnoldesfelden,[9] Habihetal,[10] Osternach[11] und Rumphsthusen.
- Zur ehemaligen Gemeinde Eubigheim gehören das Dorf (Unter-)Eubigheim (⊙),[12] der Weiler Obereubigheim (⊙)[13] und die Wohnplätze Altes Bahnwärterhaus (⊙)[14] und Neidelsbach (⊙).[15]
- Zur ehemaligen Gemeinde Hohenstadt gehört das Dorf Hohenstadt (⊙).[16]
- Zur ehemaligen Gemeinde Schillingstadt gehört das Dorf Schillingstadt (⊙).[17]

### Flächenaufteilung
Nach Daten des Statistischen Landesamtes, Stand 2014.

### Schutzgebiete
Die FFH-Gebiete Seckachtal und Schefflenzer Wald und Westlicher Taubergrund liegen teilweise auf der Gemarkung von Ahorn. Daneben gibt es auf dem Gebiet der Gemeinde Ahorn 39 Naturdenkmale.
Die Geotope Zwei Dolinen SW Berolzheim und Aufgelassener Steinbruch WNW Buch wurden vom Landesamt für Geologie, Rohstoffe und Bergbau (LGRB) als geschützte Geotope ausgewiesen.
Mit dem Wasserschutzgebiet Hohenstadt (WSG-Nr. 128078) gibt es ein Wasserschutzgebiet in der Gemarkung des Ortsteils Hohenstadt. Daneben ragt noch ein kleiner Teil des Wasserschutzgebiets Talwiesenquellen Rosenberg in die Gemarkung der Gemeinde Ahorn.

## Geschichte

### Gemeinde
Das heutige Gemeindegebiet Ahorns war herrschaftlich einst sehr zersplitterte und fiel 1806 vollständig an Baden. Die fünf heutigen Teilorte gehörten seit spätestens 1924 zum Bezirksamt Adelsheim und seit 1936 zum Bezirksamt Buchen.
Am 1. Dezember 1971 wurde die Gemeinde Ahorn durch den Zusammenschluss der damaligen Gemeinden Eubigheim (samt Obereubigheim), Buch am Ahorn und Hohenstadt gegründet. Nach Buch war bereits 1936 Schwarzenbrunn eingemeindet worden. Namensgeber war der rund 2000 Hektar große Ahornwald. Am 1. Januar 1973 wurde der Weiler Neidelsbach der Gemeinde Hardheim nach einer Abstimmung der Bevölkerung eingegliedert. Am 1. Januar 1975 wurde Ahorn durch das Gemeindereformgesetz mit der Gemeinde Berolzheim vereinigt, zugleich kam Schillingstadt zur neuen Gemeinde.
Seit dessen Gründung 1973 gehört die Gemeinde dem Main-Tauber-Kreis (Umbenennung am 1. Januar 1974, vorher Tauberkreis) an. Zuvor waren die einzelnen Kommunen dem aufgelösten Landkreis Buchen zugeordnet und sollten mit diesem dem ebenfalls neu gebildeten Neckar-Odenwald-Kreis angeschlossen werden. Die Entfernung zur Kreisstadt Mosbach von rund 40 Kilometern und die mit einer Orientierung Richtung Neckar verbundene Trennung des Ahornwaldes, von welchem Teile der Stadt Lauda-Königshofen angehören, sprachen jedoch gegen diesen Schritt und für das verkehrsgünstigere Tauberbischofsheim als neue Kreisstadt.

### Ortsteile
Die Hauptorte der ehemaligen Gemeinden haben jeweils eigene Verwaltungsstellen.
| Berolzheim           | Berolzheim wurde erstmals 1050 urkundlich erwähnt. Zunächst Königsgut gehörte Berolzheim ab dem 15. Jahrhundert zu Kurmainz, wo es zum Amtsbezirk Tauberbischofsheim zählte. Im Rahmen der Mediatisierung kam der Ort aufgrund des Reichsdeputationshauptschlusses Anfang 1803 zunächst zum Fürstentum Leiningen und nach dessen Auflösung 1806 zum Großherzogtum Baden. |
| titel1=Buch am Ahorn | Buch am Ahorn wurde erstmals 1101 urkundlich erwähnt. Für das 13. Jahrhundert ist die Grundherrschaft der Edlen von Krautheim nachgewiesen. Später gehörte der Ort den Mönchen von Rosenberg. |
| Eubigheim            | Im Jahre 850 wurde Eubigheim erstmals urkundlich erwähnt. |
| Hohenstadt           | Hohenstadt wurde erstmals 1242 urkundlich genannt. Der Ortsadel der Ritter von Hohenstaden beherrschte lange den Ort. |
| Schillingstadt       | Der Lorscher Codex erwähnt Schillingstadt erstmals für das Jahr 773. |

### Einwohnerentwicklung
Die Gesamtbevölkerung der Ortsteile der Gemeinde Ahorn entwickelte sich wie folgt:
| Jahr | Bevölkerung |
| ---- | ----------- |
| 1961 | 2508        |
| 1970 | 2399        |
| 1991 | 2275        |
| 1995 | 2313        |
| 2005 | 2342        |
| 2010 | 2263        |
| 2015 | 2186        |
| 2020 | 2195        |

Quellen: Gemeindeverzeichnis und Angaben des Statistischen Landesamtes

## Religion

### Christentum
Für 1557 ist die Einführung der Reformation im heutigen Ortsteil Buch durch Albrecht von Rosenberg belegt. Buch und Hohenstadt sind bis heute evangelisch geprägt. In Eubigheim, Berolzheim und Schillingstadt befinden sich römisch-katholische Kirchen, Eubigheim und Schillingstadt haben je eine evangelische und katholische Kirche. Die katholischen Kirchen gehören zur Seelsorgeeinheit Boxberg-Ahorn im Dekanat Tauberbischofsheim des Erzbistums Freiburg.

### Jüdische Gemeinde Eubigheim
In Eubigheim bestand eine jüdische Gemeinde ab dem 17. Jahrhundert bis 1938.

## Politik

### Gemeinderat
Der Gemeinderat in Ahorn hat 12 ehrenamtliche Mitglieder, die für fünf Jahre gewählt werden. Bei der Kommunalwahl am 9. Juni 2024 wurde der Gemeinderat durch Mehrheitswahl gewählt. Mehrheitswahl findet statt, wenn kein oder nur ein Wahlvorschlag (Bürgerliste) eingereicht wurde. Die Bewerber mit den höchsten Stimmenzahlen sind dann gewählt. Der Gemeinderat besteht aus den ehrenamtlichen Gemeinderäten und dem Bürgermeister als Vorsitzendem. Der Bürgermeister ist im Gemeinderat stimmberechtigt.

### Bürgermeister
Benjamin Czernin (parteilos) ist Bürgermeister von Ahorn.
Siehe auch: Liste der Bürgermeister der Gemeinde Ahorn

### Wappen
Die Blasonierung des Wappens von Ahorn lautet: „In Rot ein schräges silbernes Ahornblatt.“

### Partnerschaft
Die Gemeinde unterhält partnerschaftliche Beziehungen zu Plesder in Frankreich. Hierfür wurde in den 1990er-Jahren der Verein Freundeskreis Ahorn – Plesder gegründet.

### Verwaltungsgemeinschaft
Die Gemeinde Ahorn bildet mit der Stadt Boxberg zur gemeinsamen Erledigung ihrer Verwaltungsgeschäfte die vereinbarte Verwaltungsgemeinschaft Boxberg.

## Wirtschaft und Infrastruktur

### Verkehr

#### Straßenverkehr
Ahorn hat eine gleichnamige Anschlussstelle an die Bundesautobahn 81 (Würzburg–Stuttgart) für die nördlichen Ortsteile (Anschlussstelle 4) und eine weitere mit dem Namen Boxberg bei Berolzheim (Anschlussstelle 5). Im Ortsteil Berolzheim durchquert die Bundesstraße 292 (Mosbach–Lauda-Königshofen) das Gemeindegebiet und verbindet es mit Tauberfranken und dem Odenwald.

#### Eisenbahn
Der Bahnhof Eubigheim im gleichnamigen Ortsteil von Ahorn liegt an der Frankenbahn (Stuttgart–Würzburg). Es verkehren von Montag bis Freitag Regionalbahnen nach Osterburken und Lauda.

#### Radverkehr
Durch eine Alltagsroute aus dem Radnetz Baden-Württemberg ist Eubigheim über Boxberg (Baden) mit Lauda-Königshofen und über Rosenberg und Osterburken mit Adelsheim verbunden.

### Bildung
Ahorn verfügt seit Mitte der 1970er-Jahre über eine gemeinsame Grund- und Hauptschule mit Werkrealschule im Ortsteil Eubigheim, das „Lernhaus Ahorn“. Das Lernhaus ist eine der 34 Starterschulen, die ab dem Schuljahr 2012/2013 die ersten baden-württembergischen Gemeinschaftsschulen sein werden. Zuvor besaßen Berolzheim, Buch und Schillingstadt zusätzlich eigene Grundschulen. Die Gemeinde hat vier kirchlich organisierte Kindergärten, je zwei evangelische und römisch-katholische.

## Kultur und Sehenswürdigkeiten

### Museen
Im Ortsteil Berolzheim betreibt der Heimatverein Zehntweghütte ein Heimatmuseum, das sich mit dem Handwerk und dem Lebensalltag im 19. Jahrhundert befasst.